# El M'Ghair
El M'Ghair es un municipio (baladiyah) de la provincia o valiato de El M'Ghair en Argelia. En abril de 2008 tenía una población censada de 49 793 habitantes.
Se encuentra ubicado al este del país, entre la cordillera del Atlas y el desierto del Sahara, y cerca de la frontera con Túnez.